# Giselher Schaar
Giselher Schaar (* 12. August 1934 in Königsberg/Ostpreußen; † 29. April 2001 in Hannover) war ein deutscher Rundfunk-Journalist beim Norddeutschen Rundfunk (NDR), Autor zur Expo 2000 und unter anderem Sammler alter Silberdosen und Silberetuis.

## Leben und Wirken
Geboren zur Zeit des Nationalsozialismus in der Hauptstadt der seinerzeit deutschen Provinz Ostpreußen, floh Giselher Schaar mitten im Zweiten Weltkrieg 1944 noch als Kind „aus seiner Heimat.“ Ab 1945 besuchte er die Schule zunächst in Celle und dann in Hannover, wo sein Vater, ein Professor der Psychologie, im Niedersächsischen Kultusministerium arbeitete. 1956 legte Giselher Schaar am Kaiser-Wilhelm-Gymnasium (KWG) sein Abitur ab.
Schaar studierte Rechtswissenschaften an der Universität Göttingen, der Universität München und an der Universität Wien und arbeitete unterdessen noch als Student als freier Mitarbeiter beim Bayerischen Rundfunk. Als solcher begann er zur Zeit des Wirtschaftswunders auch seine Laufbahn beim NDR, nachdem er Ende der 1950er Jahre wieder nach Hannover zurückging.
Zur Premiere der deutschen Erstausstrahlung der Gerichtsserie Das Fernsehgericht tagt zum 26. März 1961 befragte Schaar als Reporter in den Sitzungspausen die anfangs von professionellen Schauspielern gespielten „Zuhörer im Saal über ihre Meinung zum aktuellen Fall“.

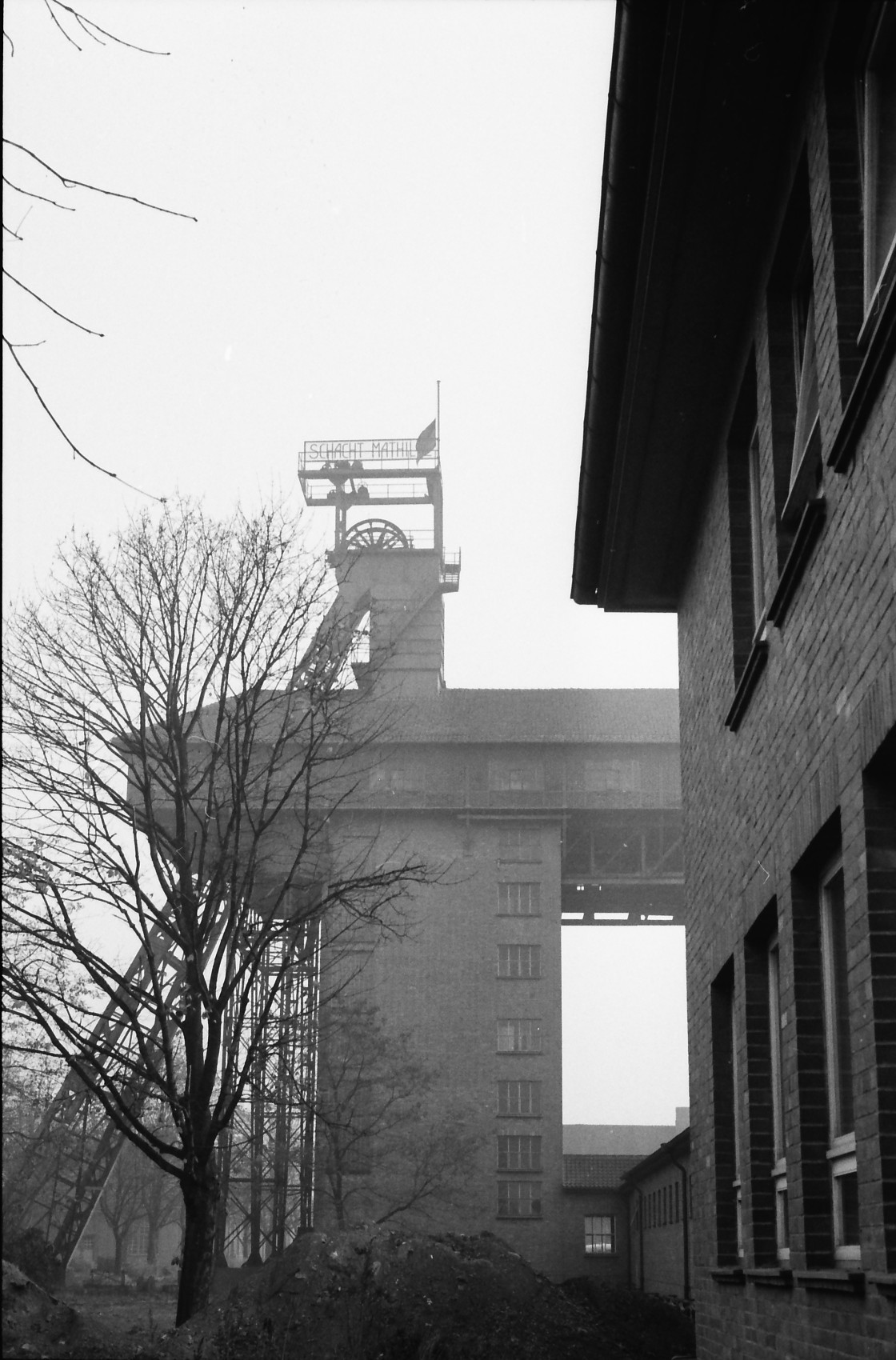
Schacht „Mathilde“ der Eisenerzgrube Lengede-Broistedt zum Zeitpunkt des Unglücks

Überregional bekannt wurde Giselher Schaar spätestens seit Oktober und November 1963, als er über das Grubenunglück von Lengede berichtete. Dabei hatte sich die versammelte Medienschar zum Teil mit Angeboten an die Bergarbeiter für Exklusivrechte zur Dokumentation gegenseitig überboten. Unterdessen hatte das Team vom Funkhaus Hannover des Norddeutschen Rundfunks (NDR), darunter Schaar, der Werksleitung des Bergbauunternehmens einen vollständigen Übertragungswagen inklusive Bedienmannschaft überstellt. Dadurch konnten „[…] die Gespräche der eingeschlossenen Bergleute mit ihren Rettern und ihren Familienangehörigen […]“ auf Tonbändern festgehalten werden. Und auch dafür boten dann Vertreter der Illustrierten Zeitungen „zwischen 20.000 und 100.000 Mark“. Da sich beim Rennen um die kommerzielle Auswertung der Bänder die Truppe der Bild-Zeitung als besonders hartnäckig erwies, erfand Giselher Schaar exklusiv für den Bild-Reporter Horst Wolf die Mär „von den Wellensittichen, die zu den elf Eingeschlossenen in die Bruchhöhle auf der 60-Meter-Sohle hinabgelassen worden seien.“ Und so wurde das „Wunder von Lengede“ auf eine ganz eigentümliche Art zur „Wirklichkeit“: Gleich am nächsten Tag berichtete die Bild-Zeitung von dem „‚von den alten Ägyptern … oft geübten Brauch‘, Vögel zur Erkundung unbekannter Luftspalten mit in die Tiefe der Bergwerke zu nehmen.“ Und offenbar war Bild dabei, als „das Unglaubliche geschah: Nach zwei Stunden stieg der erste der 15 Wellensittiche aus einem 70 Meter entfernten Luftschacht mitten im Ackergelände auf und flog davon.“
Eine andere Art von „Kumpel“ war Giselher Schaar für den Kabarettisten Dietrich Kittner: Als Königin Elisabeth II. von Großbritannien und ihr Gatte Prinz Philip auf Staatsbesuch am 27. Mai 1965 die Niedersächsische Landesregierung und die Landeshauptstadt besuchten, fuhren Kittner und Schaar in getrennten Wagen, Schaar als Reporter auf dem Dach eines „VW-Bullis“, der Eskorte durch Hannover vorweg.
Später moderierte Schaar über viele Jahre hinweg verschiedene NDR-Sendungen, beispielsweise Zwischen Hamburg und Haiti, Funkbilder aus Niedersachsen oder das Messe-Journal.
Eine weitere Liveübertragung Giselher Schaars war beispielsweise ein Bericht am 10. Juni 1969 vom Steintorplatz in Hannover anlässlich einer Protestdemonstration gegen die Fahrpreiserhöhungen der Üstra Hannoversche Verkehrsbetriebe, die als Aktion Roter-Punkt bekannt wurde.

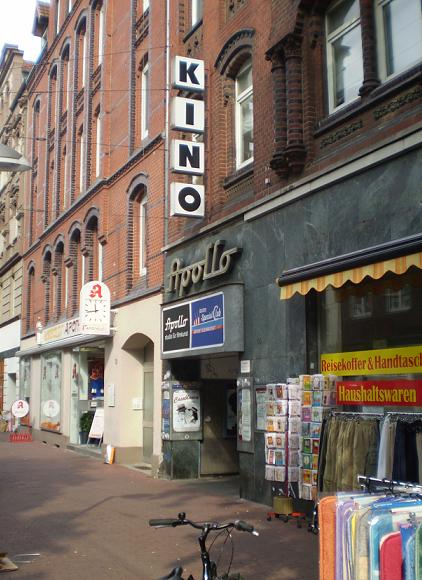
Das „Apollo-Kino“ in Linden, für dessen Ankauf Schaar seinen Freund Flebbe unterstützte

Giselher Schaar war mit Hans-Joachim Flebbe befreundet, den er beim Ankauf des Apollo-Kinos in Linden unterstützte.
Als Mitglied im Aufsichtsrat der Niedersächsischen Spielbanken Hannover/Bad Pyrmont GmbH war Schaar 1987 bis 1988 in die sogenannte „Spielbankenaffäre“ involviert.
In Vorbereitung auf die Expo 2000 verfasste Schaar 1997 in Teamarbeit mit dem Fotografen Hassan Mahramzadeh den Bildband Hannover - Expo-Stadt.
Schaar war ein Katzen-Liebhaber, Fan seltener Sportwagen und leidenschaftlicher Sammler: Wenige Jahre vor seinem Tod zeigten das Kestner-Museum und das Historische Museum am Hohen Ufer aus Schaars Sammlung silberne Dosen und Etuis rund 600 Exponate in einer Sonderausstellung.
Über die Niedersachsen und die Hannoveraner urteilte Schaar einmal:

„Das Naturell der Niedersachsen und mithin auch der Hannoveraner neigt nicht zu Eskapaden, Manifestationen eines barocken Lebensgefühls und Übertreibungen jeglicher Art.“

Giselher Schaar wurde auf dem Stadtfriedhof Engesohde, Abt. 42, Nr. 28 beigesetzt. Das Grabmal, ein Obelisk, trägt die Inschrift: „Omne capax movet urna nomen“, Horati carmina III,1, ein Zitat aus den Oden des Horaz, deutsch etwa „Für einen jeden bewegt die geräumige Urne den Namen“ oder „Raum hat die Urne für jeden Namen“. Der Obelisk trägt auch die Namen der hier ebenfalls beigesetzten Dr. Eckhard Schaar (9.1.1932 – 10.2.2012) und Dr. Klaus Gast (16.6.1938 – 5.9.2020).

## Schriften
- Giselher Schaar (Text), Hassan Mahramzadeh (Fotos): Hannover – Stadt der EXPO 2000, Hannover: Schlütersche Verlagsgesellschaft, 1997, ISBN 3-87706-828-6; Inhaltsverzeichnis
  - englische Ausgabe: Giselher Schaar (Text), Hassan Mahramzadeh (Photogr.): Hanover - EXPO 2000 city, Hannover: Schlütersche Verlagsgesellschaft, 1997, ISBN 3-87706-831-6
- Giselher Schaar (Text): Hannover. Der aktuelle Business-Guide. Business, Holiday, nightlife, München: Ed. Gallas, 2000, ISBN 3-933573-04-1
  - englische Ausgabe: Hanover. up-to-date business guide. business, holiday, nightlife, München: Ed. Gallas, 2000, ISBN 3-933573-27-0